# Lieskau
Lieskau este o comună din landul Saxonia-Anhalt, Germania.